# 陸達熙
陸達熙（英語：Luk Tat Hay，?年—?年），是一名已退役香港足球運動員，活躍於1950年代，司職中衛。陸達熙有「鋼骨遮」之稱號，可反映其踢法可靠、硬朗的風格。

## 簡歷
陸達熙於傑志出道，1951年始於甲組聯賽上陣。1953年，「上山」加盟南華，開局不利但隨即展開其足球歲月最輝煌的一章，長期擔當南華中場正選，後期改踢中堅。1962年，他在一場聯賽比賽中與張子慧相撞，當場暈厥腦震盪需送院救治，並因傷及耳神經要留院進行手術，休養數月。至1963下山改投元朗，不久後掛靴。

## 國際賽生涯
陸達熙曾代表香港足球代表隊出席多項洲際比賽。1954年，陸達熙代表香港出戰馬尼拉亞運會足球賽。1956年，代表香港隊以東道主身份出戰首屆亞洲盃足球賽。1958年，代表香港出戰東京亞運會足球賽。
1961年，巴西球會馬杜雷拉訪港，陸達熙代表港聯應賽。他在比賽中的勇悍攔截使對方球員倒地，被球證出示紅牌趕離場，其他巴西球員圍堵球證投訴，球賽隨即被腰斬，繼而引發球迷騷亂，並蔓延到政府大球場外。

## 家庭
陸達熙一家與足球關係密切，他的父親陸卓鋒、兄長陸達燊和侄兒陸萬先亦是前足球運動員，陸達燊後成為國際球證。另一名兄長陸達尊曾擔任甲組聯賽球隊後消的領隊。足球以外，陸達熙亦有主理家族於九龍紅磡開設的陸昌洗衣公司。

## 榮譽
南華
- 香港甲組足球聯賽冠軍（1955年、1957年、1958年、1959年、1960年、1961年、1962年）

- 香港高級組銀牌冠軍（1955年、1957年、1958年、1959年、1961年、1962年）